# Тоді я був просто Ульф
«Тоді я був просто Ульф» — збірка автобіографічних оповідань шведського письменника Ульфа Старка. Видана у 2001 році.

## Сюжет
Головний герой живе в звичайній родині, його тато працює зубним лікарем, мама займається господарством. Він частенько потрапляє в різноманітні халепи. Автор тонко і дотепно описує взаємини між братами, різними членами родини поєднуючи дорослий і дитячий погляд на життя.
Книга містить такі оповідання:
- В печері лежить золото
- Блакитна корова
- Другий поцілунок
- Чи є в космосі люди?
- Фокстрот
- Прощай, Стуреб'ю!
- Не пишіть дурниць
- Пані в короткому халатику
- У білий світ

|                                      | Потім Пані пояснила мені, що дуже гарні книжки не бувають однакові. Вони геть не схожі, оскільки розповідають про щось дуже особисте. — Вони написані від щирого серця, — сказала вона. |
| — Ульф Старк. Тоді я був просто Ульф | |

## Критика
|                    | Передусім, мене втішило, як Старк елегантно оминає тиражовані багатьма дитячими письменниками та медіа стереотипи: разом із оповідачем ми поринаємо не в «щасливе дитинство», а в захопливу подорож, де діти переживають цілу гаму почуттів (від щастя, захоплення до обурення, жалю, хоті, злорадства, пихи) та поводяться, як усі «нормальні» люди, тобто радіють, жаліють себе, веселяться, обманюють, прикидаються, підглядають за симпатичними сусідками, потрапляють в халепи, виборсуються з них і вірять у нездійсненне. |
| — Ірина Комаренець | |

|              | У збірці оповідань «Тоді я був просто Ульф» автор невимушено, дотепно, часом трішки сентиментально розповідає про свої дитячі й підліткові роки. Перші поцілунки, перші серйозні книжки, творчі експерименти, втеча з дому, дивацтва, велика мрія стати письменником. Оповідання будуть цікаві і малим, і дорослим читачам. Дорослим неодмінно буде про що й самим згадати, а дітям – пережити цікаві, складні, сумні, фантастичні моменти дитинства разом із доброзичливим автором, письменником із милою дитячою усмішкою на вустах. |
| — Оляна Рута | |

|               | Мені б хотілося зазначити на обкладинці "не намагайтеся повторити", бо досвіди, описані Старком, як-от втеча з дому чи самостійна подорож кораблем у 15-річному віці не вписуються чи небажані в нашій сучасності. Він-бо це робив більше ніж півстоліття тому. Та цей час зовсім не віддаляє його від сучасних дітей, і багато моментів з книжки кожному нагадають власні переживання. Бо старші брати досі втікають від менших, другий поцілунок приємніший за перший, а погані оцінки провокують до дурних вчинків.. |
| — Ганна Луцюк | |

## Переклади українською
- Тоді я був просто Ульф / пер. зі швед. Галини Кирпи. Ілюстрації: Марії Фоя— Львів : Видавництво Старого Лева, 2017. — 128 с. — ISBN 978-617-679-378-6 [5].